# ساتوشي ياماموتو
ساتوشي ياماموتو (باليابانية: 山本サトシ؛ بالكانا: やまもと サトシ) هو مانغاكا ياباني، ولد في 17 ديسمبر 1965 في كيوتو في اليابان.

## وصلات خارجية
- ساتوشي ياماموتو على موقع ANN person (الإنجليزية)